# Campanula waldsteiniana
Campanula waldsteiniana är en klockväxtart som beskrevs av Schult.. Campanula waldsteiniana ingår i släktet blåklockor, och familjen klockväxter. Inga underarter finns listade i Catalogue of Life.